# Sierra Morena (Jaén)
Sierra Morena es el nombre de una comarca situada en el norte de la provincia de Jaén (España). Una parte significativa de su territorio forma parte de la cordillera de Sierra Morena. Su capital, como centro administrativo, es Linares.
Anterior al catálogo definido por la consejería de turismo y deporte de la junta de Andalucía en 2003, esta comarca recibía el nombre de comarca Norte.
La población de esta comarca es de 96.350 habitantes (INE 2023), tiene una superficie de 1.396,7 km², y una densidad de población de 68,98 hab/km².

## Municipios
La comarca comprende los siguientes municipios:
| Escudo | Municipio          | Superficie (km2) | Población (2024) | Densidad (hab./km2) |
| ------ | ------------------ | ---------------- | ---------------- | ------------------- |
|        | Aldeaquemada       | 120,18           | 456              | 3,79                |
|        | La Carolina        | 201,22           | 14 681           | 72,96               |
|        | Bailén             | 117,60           | 17 264           | 146,80              |
|        | Baños de la Encina | 392,0            | 2 563            | 6,54                |
|        | Carboneros         | 58,0             | 597              | 10,29               |
|        | Guarromán          | 96,21            | 2 760            | 27,69               |
|        | Jabalquinto        | 73,24            | 1 961            | 26,77               |
|        | Linares            | 197,50           | 55 261           | 279,80              |
|        | Santa Elena        | 144,0            | 866              | 6,01                |
|        | Total              | 1 399,95         | 96 409           | 68,87               |

## Patrimonio Histórico Andaluz
- Ver catálogo